# Inge Hansen
Inge Hansen er en tidligere dansk atlet. Hun var medlem af Københavns IF.

## Danske mesterskaber
- Sølv 1944 Højdespring 1,50